# Tania Poppe
Tania Poppe is een Vlaamse actrice.
In 1993 studeerde ze af aan de Studio Herman Teirlinck, in 2002 behaalde ze een master theaterwetenschappen, in 2005 het aggregaat pedagogiek in drama.
Ze was actief in theaterproducties van Theater Antigone, theater Zuidpool, De Appel Den Haag, de KVS, Toneelgroep Ceremonia en De Werf Brugge.
In 2009 richtte ze samen met Ann Ceurvels het leestheater De LeesBeesten op. Dit gezelschap bracht met hun twee, aangevuld met Ianka Fleerackers in 2013 Moi, Non, Plus, een erotisch leestheater.
In 1993 had ze een rol in de debuutlangspeelfilm van Erik Van Looy, Ad Fundum waar ze de harde Lisa, de vriendin van praeses Guy Bogaerts, gespeeld door Tom Van Bauwel, vertolkt. Twee jaar later was ze als Suzanne D'Hert in de televisieserie Ons geluk gecast. Nog twee jaar later was ze Nicole in de serie Kongo.
Daarnaast had ze gastrollen in de langspeelfilms Kaas en Gooische Vrouwen, en in de televisieseries Het Park, Windkracht 10, Stille Waters, Recht op Recht, Sedes & Belli, Dennis, De Wet volgens Milo, Kinderen van Dewindt, Zone Stad, Aspe, Witse, Familie en Thuis.